# Koncert życzeń
Koncert życzeń (tr. Il concerto dei desideri) è un cortometraggio del 1966 diretto da Krzysztof Kieślowski.
Si tratta di un saggio di regia realizzato per la Scuola Nazionale di Cinema, Televisione e Teatro Leon Schiller di Łódź.

## Trama
Una giovane coppia trascorre il fine settimana su un lago. Nelle vicinanze, un gruppo di partecipanti a una gita aziendale bivacca facendo rumore, gettando spazzatura, bevendo smodatamente.